# Dindica
Dindica is een geslacht van vlinders van de familie spanners (Geometridae), uit de onderfamilie Geometrinae.

## Soorten
- D. alaopis Prout, 1932
- D. discordia Inoue, 1990
- D. glaucescens Inoue, 1990
- D. hepatica Inoue, 1990
- D. kishidai Inoue, 1986
- D. limatula Inoue, 1990
- D. marginata Warren, 1894
- D. olivacea Inoue, 1990
- D. owadai Inoue, 1990
- D. pallens Inoue, 1990
- D. para Swinhoe, 1891
- D. polyphaenaria Guenée, 1857
- D. purpurata Bastelberger, 1911
- D. semipallens Inoue, 1990
- D. subrosea Warren, 1893
- D. sundae Prout, 1935
- D. taiwana Wileman, 1914
- D. tienmuensis Chu, 1981
- D. virescens Butler, 1878
- D. wilemani Prout, 1927